# Kamenná slunce

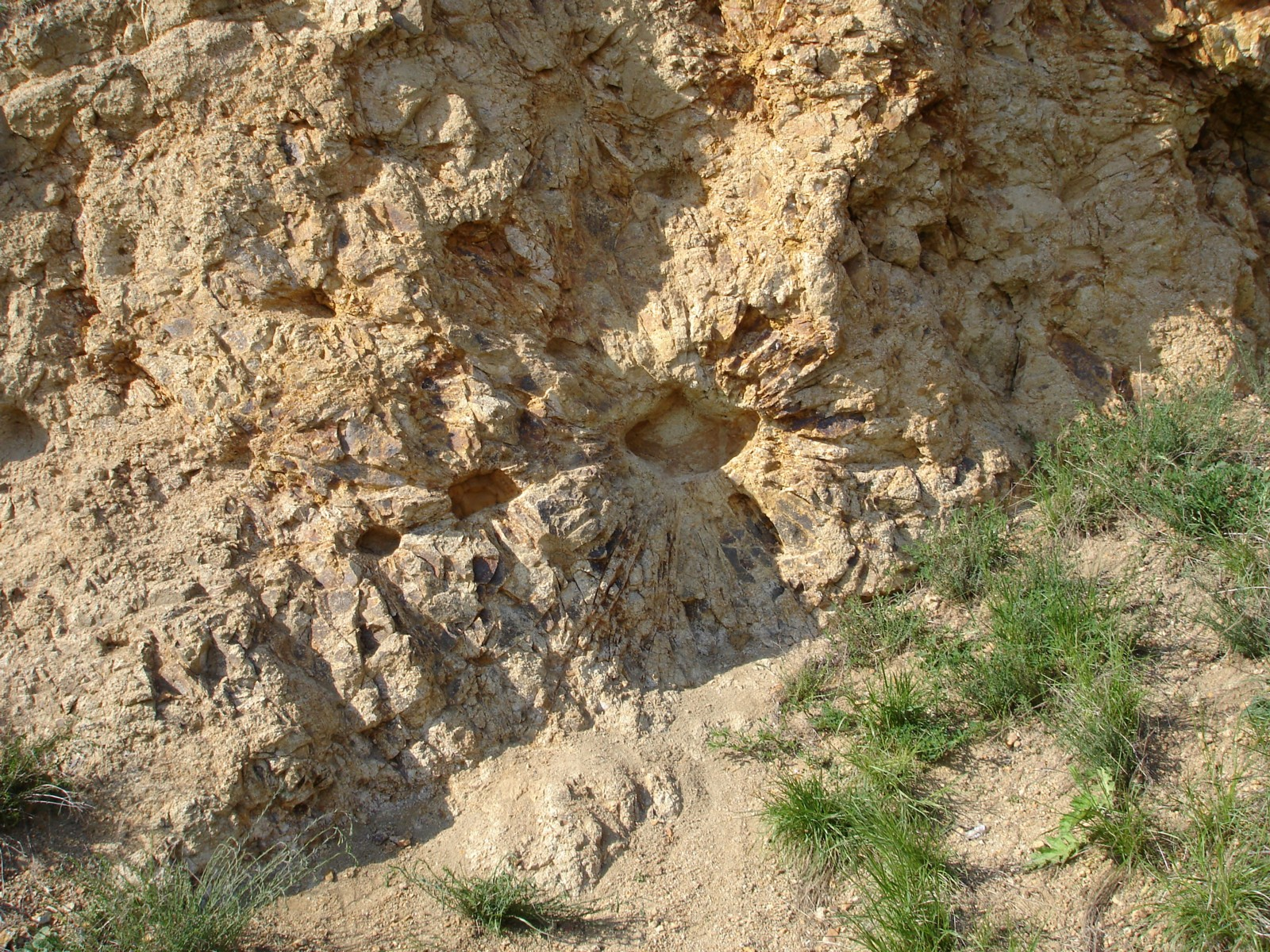
Steinerne Sonne

Kamenná slunce („Steinerne Sonne“) wird ein geologisches Nationales Naturdenkmal im Süden des Böhmischen Mittelgebirges zwischen Hnojnice und Děčany in Tschechien genannt. Unter Schutz steht eine Felswand aus Sedimenten der Kreide mit Strukturen, die an eine Sonne erinnern. Begründet wurde das Schutzgebiet im Jahre 1953 auf 0,8 ha.
Entstanden sind die Sonnen vermutlich nach einer größeren Vulkanexplosion. Glühende ausgeschleuderte Massen sind dann unter nachrutschende Kreidesedimente gelangt. Dabei wurde das umliegende Material erhitzt und zusammengebacken. Während der Abkühlung kam es dann zu sternförmigen Spannungsrissen um kleinere in die Kreidesedimente eingedrungene Körper.